# Nagyharsány vasútállomás
Nagyharsány vasútállomás egy Baranya vármegyei vasútállomás, melyet a MÁV üzemeltet. Jelenleg csak teherszállítást bonyolít le.

## Vasútvonalak
A megállóhelyet az alábbi vasútvonalak érintik:
- Középrigóc–Villány-vasútvonal

## Kapcsolódó állomások
A vasúti megállóhelyhez az alábbi állomások vannak a legközelebb:
- Siklós vasútállomás (Középrigóc–Villány-vasútvonal)
- Beremendi Cementmű vasútállomás (Középrigóc–Villány-vasútvonal)

## Forgalom
A vasútállomáson és az azt érintő vasútvonalon a személyforgalom 2007. március 4. óta szünetel.

## Megközelítése
Az állomás Nagyharsány nyugati szélén helyezkedik el, közvetlenül az 5701-es út (a helyi Kossuth utca) mellett, közúti elérését is az az út biztosítja.